# けんぷファー オリジナルサウンドトラック
『けんぷファー オリジナルサウンドトラック』は、テレビアニメ『けんぷファー』のサウンドトラック。2010年1月13日にLantisから発売、同年7月12日に再発売された。

## 概要
- テレビアニメ本編のBGMとTVサイズの主題歌が収録されている。
- CDジャケットには、瀬能ナツル、美嶋紅音、三郷雫、近堂水琴、沙倉楓、ハラキリトラ、セップククロウサギ、カンデンヤマネコ、チッソクノライヌ、ヒアブリライオンが描かれている。
- 音楽は、加藤達也が担当している。

## 収録曲
1. あんりある♡パラダイス（TV size）
歌：栗林みな実
作詞・作曲：栗林みな実、編曲：飯塚昌明
  - オープニングテーマ
2. けんぷファーのテーマ
3. RED OR BLUE!?
4. 瀬能ナツル♂のテーマ
5. ああ、沙倉さん☆
6. 大丈夫? 紅音ちゃん
7. 何だ、水琴か
8. か、会長・・・?
9. いっぺん逝ってこい!!
10. アイキャッチ1
11. アイキャッチ2
12. スリルとサスペンスに満ちた毎日?
13. 臓物アニマルズ
14. ナツルの苦悩
15. 星鐵学院女子部
16. 華やかな女子部
17. 秘密の花園!?
18. 流されて・・・
19. 嫌な予感
20. いじられ放題です
21. もてあそばれ放題です
22. 適当な男子部
23. よからぬ企み
24. 女子部にかける橋
25. アイキャッチ3
26. アイキャッチ4
27. デートでウキウキ
28. 恋心
29. モデレーターの意思
30. 死闘の開幕
31. 戦う乙女たち
32. 対峙するケンプファーたち
33. ピンチ!!
34. 戦うための存在
35. アイキャッチ5
36. 氷の視線
37. 見えない糸
38. 戦う理由
39. 運命に抗え!!
40. 黒幕の正体
41. あんりある☆パラダイス（決戦バージョン）
42. いやー青春ですねー
43. ワンウェイ両想い（TV size）
歌：瀬能ナツル（井上麻里奈）、沙倉楓（中島愛）
作詞：こだまさおり、作曲：田代智一、編曲：安藤高弘
  - エンディングテーマ